# Yuan Meng
Dit is een Chinese naam; de familienaam is Yuan.
Yuan Meng (Changsha, 9 mei 1986) is een tennisspeelster uit China. Yuan begon met tennis toen zij acht jaar oud was. Zij speelt rechtshandig en heeft een tweehandige backhand. In mei 2001 begon ze op het ITF-circuit te spelen. Zij stond in juni 2011 in de Chinese tennisranglijst voor vrouwenenkelspel op de vijfde plaats. Zij nam deel aan alle grandslamtoernooien, maar wist daar slechts driemaal een partij te winnen. Yuan won vijf ITF-titels. In 2012 beëindigde zij haar loopbaan.

## Posities op deWTA-ranglijst
Positie per einde seizoen:
| jaar | rang enkelspel | rang dubbelspel |
| ---- | -------------- | --------------- |
| 2002 | 984            | –               |
| 2003 | 689            | –               |
| 2004 | 387            | 516             |
| 2005 | 152            | 295             |
| 2006 | 112            | 217             |
| 2007 | 128            | 506             |
| 2008 | 117            | –               |
| 2009 | 260            | –               |
| 2010 | 959            | –               |

## Palmares

### Gewonnen ITF-toernooien enkelspel
| nr. | finale     | toernooi | dotatie | ondergrond    | tegenstandster in finale | score         |
| --- | ---------- | -------- | ------- | ------------- | ------------------------ | ------------- |
| 1.  | 2005-03-13 | Benalla  | $10.000 | gras          | Marina Erakovic          | 6-4, 6-4      |
| 2.  | 2005-09-11 | Peking   | $50.000 | hardcourt (i) | Vilmarie Castellvi       | 4-6, 6-4, 6-4 |
| 3.  | 2006-11-12 | Shenzhen | $50.000 | hardcourt     | Iroda Tulyaganova        | 4-6, 7-5, 6-1 |
| 4.  | 2007-03-27 | Hammond  | $25.000 | hardcourt     | Madison Brengle          | 6-2, 6-2      |

### Gewonnen ITF-toernooien dubbelspel
| nr. | finale     | toernooi | dotatie | ondergrond | partner           | tegenstandsters in finale   | score    |
| --- | ---------- | -------- | ------- | ---------- | ----------------- | --------------------------- | -------- |
| 1.  | 2005-03-13 | Benalla  | $10.000 | gras       | Joelija Vorobjova | Lauren Cheung Lisa D'Amelio | 6-4, 6-3 |

## Resultaten grandslamtoernooien
| Legenda | Legenda                          |
| ------- | -------------------------------- |
| g.t.    | geen toernooi gehouden           |
| l.c.    | lagere categorie                 |
| –       | niet deelgenomen                 |
| G       | uitgeschakeld in de groepsfase   |
| 1R      | uitgeschakeld in de eerste ronde |
| 2R      | uitgeschakeld in de tweede ronde |
| 3R      | uitgeschakeld in de derde ronde  |
| 4R      | uitgeschakeld in de vierde ronde |
| KF      | uitgeschakeld in de kwartfinale  |
| HF      | uitgeschakeld in de halve finale |
| F       | de finale verloren               |
| W       | het toernooi gewonnen            |
| w-v     | winst/verlies-balans             |

### Enkelspel
| toernooi        | 2006 | 2007 | 2008 | 2009 |
| --------------- | ---- | ---- | ---- | ---- |
| Australian Open | 2R   | 1R   | 2R   | 1R   |
| Roland Garros   | 1R   | –    | 1R   | –    |
| Wimbledon       | 1R   | –    | 1R   | –    |
| US Open         | 1R   | –    | –    | –    |

### Vrouwendubbelspel
| toernooi        | 2006 |
| --------------- | ---- |
| Australian Open | –    |
| Roland Garros   | 2R   |
| Wimbledon       | –    |
| US Open         | 1R   |